# Bessie Raiche
Bessica Faith Raiche Medlar, conhecida como Bessie Raiche, (abril de 1875 - 11 de abril de 1932) foi uma aviadora, empresária, dentista e médica.
Raiche foi a primeira mulher nos Estados Unidos credenciada a voar sozinha em um avião. Sua conquista, embora ofuscada pela existência de outro voo de uma mulher estadunidense no início do mesmo mês, se destaca porque ela não recebeu instrução ou experiência de voo antes de seu voo.

## Biografia
Raiche nasceu em abril de 1875 em Beloit, Wisconsin . Sua mãe, Elizabeth, era de New Hampshire, e seu pai, James B. Medlar, era de Nova York . Ela tinha uma irmã: Alice M. Medlar. Em 1880, a família morava em Rockford, Illinois, e ela usava o nome "Bessie F. Medler".
Raiche era feminista, dirigia um automóvel e usava calças . Ela também era musicista, pintora e linguista e praticava  natação e tiro ao alvo. Em 1900, ela trabalhava como dentista e morava em New Hampton, New Hampshire, alugando um quarto com o nome Faith Medlar. Ela se casou com François "Frank" C. Raiche de New Hampshire e eles se mudaram para Mineola, Nova York . Os pais de Frank eram da França .
Ela e o marido construíram um biplano do tipo Wright na sala de estar e o montaram no quintal. Os Raiches construíram a aeronave de bambu e seda, em vez de uma cobertura de lona mais pesada usada pelos irmãos Wright . Em 16 de setembro de 1910, em Hempstead Plains, Nova York, Bessica Raiche, em sua aeronave caseira, fez o primeiro voo solo de avião por uma mulher nos Estados Unidos a ser credenciada pela Aeronautical Society of America . Blanche Stuart Scott havia voado sozinha no início do mesmo mês, mas seu voo foi menos bem documentado e, sem dúvida, não foi intencional. Raiche disse:
"Blanche mereceu o reconhecimento, mas recebi mais atenção por causa do meu estilo de vida. Eu dirigia um automóvel, praticava esportes como tiro e natação, e usava calças. Pessoas que não me conheciam ou me entendiam menosprezavam esse comportamento. Eu era uma musicista realizada, pintora e linguista, eu aproveitava a vida e só queria ser eu mesmo ".
Em 13 de outubro de 1910, Raiche recebeu uma medalha de ouro cravejada de diamantes com a inscrição "Primeira Mulher Aviadora na América" por Hudson Maxim da Sociedade Aeronáutica da América em um jantar que a sociedade realizou em sua homenagem.
Bessica e François Raiche construiram mais dois aviões como parte da Companhia de Aviões Franco-Americanas . Eles foram inovadores no uso de materiais mais leves na construção de aeronaves, incluindo o uso de cordas de piano para substituir fios de ferro mais pesados.
Em 1915, os Raiches tiveram uma filha: Catherine E. Raiche (1915-1995). Em 1920, os Raiches moravam em Newport Beach, Califórnia . Bessica era médica, uma das primeiras mulheres especialistas em obstetrícia e ginecologia nos Estados Unidos, e Frank atuava como advogado. Em 1923, Bessica atuou como presidente da Associação Médica do Condado de Orange . Em 1930, ela morava em Santa Ana, Califórnia .
Em 11 de abril de 1932, Raiche morreu dormindo em Balboa Island, Newport Beach, Califórnia, devido um ataque cardíaco.